# Régiment de Béarn
Pour les articles homonymes, voir Régiment de Béarn (homonymie).
Le régiment de Béarn est un régiment d'infanterie du royaume de France, créé en 1595 sous le nom de régiment de Balagny, devenu sous la Révolution le 15e régiment d’infanterie de ligne.

## Création et différentes dénominations
- 1576 : Compagnie des Gardes du duc d'Alençon
- 6 mars 1597 : Création du « régiment de Balagny »
- 6 mai 1598 : Licenciement du régiment de Balagny
- 1600 : Le régiment de Balagny est remis sur pied
- 1603 : Réformé, deux compagnies sont conservées
- 1610 : Le régiment de Balagny est remis sur pied à dix compagnies
- 1610 : Réformé, deux compagnies sont conservées
- 1614 : Le régiment est rétabli sous le nom de « régiment de Rambures »
- 1676 : Le régiment prend le nom de « régiment de Feuquières »
- 1700 : Le régiment prend le nom de « régiment de Leuville »
- 1718 : Le régiment prend le nom de « régiment de Richelieu »
- 1738 : Le régiment prend le nom de « régiment de Rohan »
- 1745 : Le régiment prend le nom de « régiment de Crillon »
- 1746 : Le régiment prend le nom de « régiment de La Tour du Pin »
- 1761 : Le régiment prend le nom de « régiment de Boisgélin »
- 1762 : Prend le nom de régiment de Béarn
- 25 mars 1776 : Le régiment est dédoublé ; ses 2e et 4e bataillons forment le régiment d'Agénois
- 1er janvier 1791 : Tous les régiments prennent un nom composé du nom de leur arme avec un numéro d’ordre donné selon leur ancienneté. Le régiment de Béarn devient le 15e régiment d'infanterie de ligne ci-devant Béarn.

## Mestres de campetcolonels
- 9 octobre 1595 : Jean de Montluc de Balagny
- 1603 : Damien de Montluc de Balagny
- 11 avril 1612 : Charles marquis de Rambures
- 25 mai 1627 : Jean marquis de Rambures[1]
- 17 mars 1633 : François marquis de Rambures[1]
- 14 juin 1642 : René marquis de Rambures[1]
- 10 avril 1656 : Charles marquis de Rambures[1]
- 1671 : Louis Alexandre marquis de Rambures[2]
- 4 août 1676 : Antoine de Pas marquis de Feuquières[3],[4]
- 20 janvier 1689 : Jules de Pas marquis de Feuquières[5]
- 27 avril 1700 : Louis Thomas du Bois de Fiennes marquis de Leuville
- 15 mars 1718 : Louis François Armand du Plessis duc de Richelieu
- 16 avril 1738 : Louis Marie Bretagne Dominique, duc de Rohan-Chabot.
- 1er janvier 1745 : Louis des Balbes de Berton, marquis de Crillon.
- 19 octobre 1746 : Philippe Antoine Gabriel Victor Charles, marquis de La Tour du Pin de La Charce.
- 20 février 1761 : René Gabriel, comte de Boisgélin[6]
- 10 décembre 1762 : René Gabriel, comte de Boisgélin
- 30 novembre 1764 : Anne Louis de Quengo, marquis de Crénolle[7].
- 13 avril 1780 : Louis François Jules Jeannot, marquis de Bartillat.
- 1er mars 1788 : Gilles Dominique Jean Marie, vicomte de Boisgelin de Kerdu.
- 1er janvier 1791 : Gilles Dominique Jean Marie, vicomte de Boisgelin de Kerdu.
- 25 juillet 1791 : Michel Ange Boniface Marie, comte de Castellane.
- 7 novembre 1791 : Jean Charles de Myon.
- 7 mars 1792 : Marie Louis de Varennes.

## Historique des garnisons, combats et batailles

### Origines
Ce régiment, qui n'a pris un titre de province que dans les dernières années de la monarchie, était le plus ancien des régiments de gentilshommes et était fort recherché par la haute noblesse. Il a porté les noms des seize premiers mestres de camp ou colonels qui ont marché à sa tête.
Une tradition, conservée par les vieux officiers du corps, faisait remonter son origine à une « compagnie des Gardes de François de Valois », duc d'Alençon, frère de Charles IX et de Henri III, compagnie que ce prince aurait levée en 1576. Cette tradition paraît fondée car les faits lui donnent au moins un grand caractère de vérité, car ils établissent une liaison toute naturelle entre la « compagnie des Gardes du duc d'Alençon » et la garnison de Cambrai, point de départ incontestable du régiment.
Après la mort de Charles IX, et avant que son frère Henri, le fils chéri de Catherine de Médicis, fût revenu de Pologne, il se forma en France un parti qui, prenant pour bases les idées de tolérance et de modération philosophique du chancelier de L'Hospital, prétendit s'interposer entre les catholiques et les protestants, et , si cela était nécessaire, contraindre les uns et les autres par la force à vivre en paix. Ce parti, qui s'appelait le parti des Politiques, et qui, comme tous les tiers-partis, fut conduit par la force des choses à faire de l'opposition, eut pour chefs apparents les nombreux membres de la puissante famille de Montmorency, et pour chef réel le duc d'Alençon, frère du roi. La reine-mère, qui se méfiait avec raison de ce fils, le retenait en quelque sorte prisonnier à Paris. Il parvint cependant à s'échapper en 1575, et se mit ouvertement à la tête des Politiques. Mais ceux-ci, ayant été complètement défaits par le duc de Guise à la bataille de Dormans, le duc d'Alençon ne chercha plus, pour le moment, qu'à faire chèrement acheter sa soumission. Le 6 mai 1576, une paix nommée la Paix de Monsieur, parce que la reine, pour ramener à elle l'héritier de la couronne, lui fit les plus lourdes concessions. On lui accorda en apanage les trois duchés d'Anjou, de Touraine et de Berry, « afin de parvenir à quelque grand et heureux mariage », liberté entière de sa personne et faculté d'entretenir des Gardes pour sa sûreté.
Suivant toute probabilité, le duc d'Alençon, prince soupçonneux et sans amis, dut donner le commandement de ses Gardes au seul homme en qui il eut alors confiance, à son célèbre favori, au brave et redouté Bussy d'Amboise. Lorsque Bussy d'Amboise eut payé de la vie ses romanesques galanteries, il dut être remplacé dans sa charge par son beau-frère Jean de Montluc de Balagny qui lui succéda dans la faveur du prince.
Quoi qu'il en soit, le duc d'Alençon, appelé par les Pays-Bas révoltés contre l'Espagne et déclaré protecteur de leur ligue, conçut l'espoir de se former un royaume indépendant dans le Nord, et parvint en 1580, à se faire livrer par son gouverneur Beaudoin de Grave baron d'Inchy, la ville impériale de Cambrai dont il voulait faire le point d'appui de ses manœuvres. Il confia la garde et le gouvernement de cette place importante à Jean de Montluc de Balagny, qui, l'année suivante, fit échouer tous les efforts tentés par Alexandre Farnèse, duc de Parme, pour remettre Cambrai sous le joug espagnol. En 1583, Balagny recueillit les débris des troupes françaises qui avaient accompagné le duc d'Alençon dans sa malencontreuse expédition d'Anvers, et à la mort de ce prince, arrivée
le 10 juin 1584, il se fit continuer, à la faveur des troubles qui agitaient à la fois la France et les Pays-Bas, le gouvernement, c'est-à-dire la possession de Cambrai, et parvint à s'y maintenir pendant onze ans.
En 1593, Jean de Montluc de Balagny qui avait activement servi la Ligue afin de ne pas être inquiété par l'Espagne, comprit que l'avenir appartenait à Henri IV, et que ce prince le sacrifierait sans scrupule à l'Espagne pour avoir la paix. Il résolut donc de gagner les bonnes grâces du roi, et choisissant le moment où ce prince se trouvait fort empêché entre la ville de Laon qu'il assiégeait et une armée espagnole qui menaçait de le forcer dans ses lignes, il vint le trouver avec 500 chevaux et 800 fantassins. Ce secours arriva si à propos et fut si agréable à Henri IV, qu'il donna à Balagny, le 31 mai 1594, le bâton de maréchal de France, et lui assura la principauté héréditaire de Cambrai, sous la protection de la couronne.
Balagny ne jouit pas longtemps de sa souveraineté. Le 13 août 1593, une armée espagnole commandée par le comte de Fuentes vint mettre le siège devant Cambrai. Le maréchal eût pu faire une belle résistance, car il avait une nombreuse garnison presque entièrement composée de vieux soldats, si la dureté de son caractère ne lui eût aliéné le cœur des habitants. Ceux-ci se révoltèrent le 2 octobre, débauchèrent 200 Suisses de la garnison, à l'aide desquels ils s'emparèrent de la grande place et ouvrirent leurs portes au comte de Fuentès. Balagny n'eut que le temps de se réfugier dans la citadelle avec 1 000 hommes de pied qui lui étaient restés fidèles, et il fut forcé de capituler le 9 octobre.

### Régiment de Balagny (1597-1612)

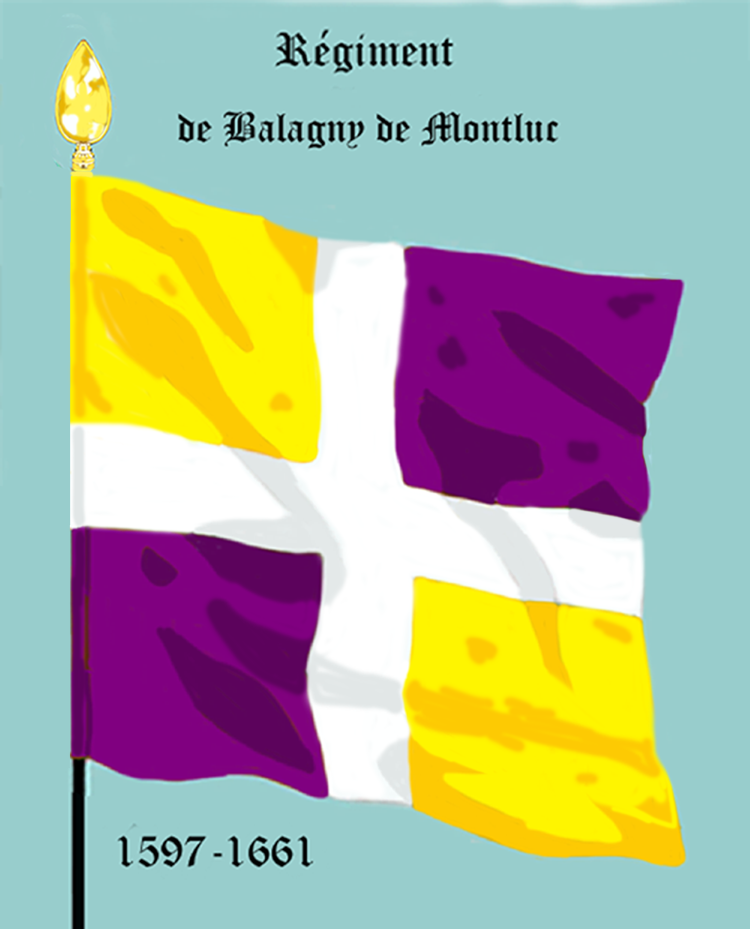
Drapeau d'Ordonnance du régiment de Balagny

Ce jour même, il se retira à Péronne et forma des débris de la garnison de Cambrai un régiment d'infanterie de son nom qui fut admis au service et à la solde du roi, le 6 mars 1597.
Ce régiment fut réformé le 6 mai 1598, après avoir servi à quelques expéditions de peu d'importance sur la frontière du Hainaut. La compagnie du mestre de camp, qui était, suivant toute apparence, l'ancienne compagnie des Gardes du duc d'Alençon, resta seule entretenue.

#### Guerre franco-savoyarde
Balugny est remis sur pied en 1600, pour l'expédition de Savoie, et réformé de nouveau en 1603. On en conserva alors deux compagnies.

#### Période de paix
En 1610, Damien de Montluc de Balagny, qui avait succédé à son père dans le commandement du corps, eut ordre de le porter à dix compagnies et de le conduire au lieu d'assemblée que le roi devait indiquer à son armée, pour une entreprise secrète, mais l'assassinat de Henri IV changea tout à coup la face des affaires, et Balagny fut encore réduit à deux compagnies.
Le 9 avril 1612, Damien de Montluc de Balagny meurt d'une blessure reçue le 27 mars 1612 lors d'un duel contre le baron de Puymaurin qui fut tué.

### Régiment de Rambures (1614-1676)

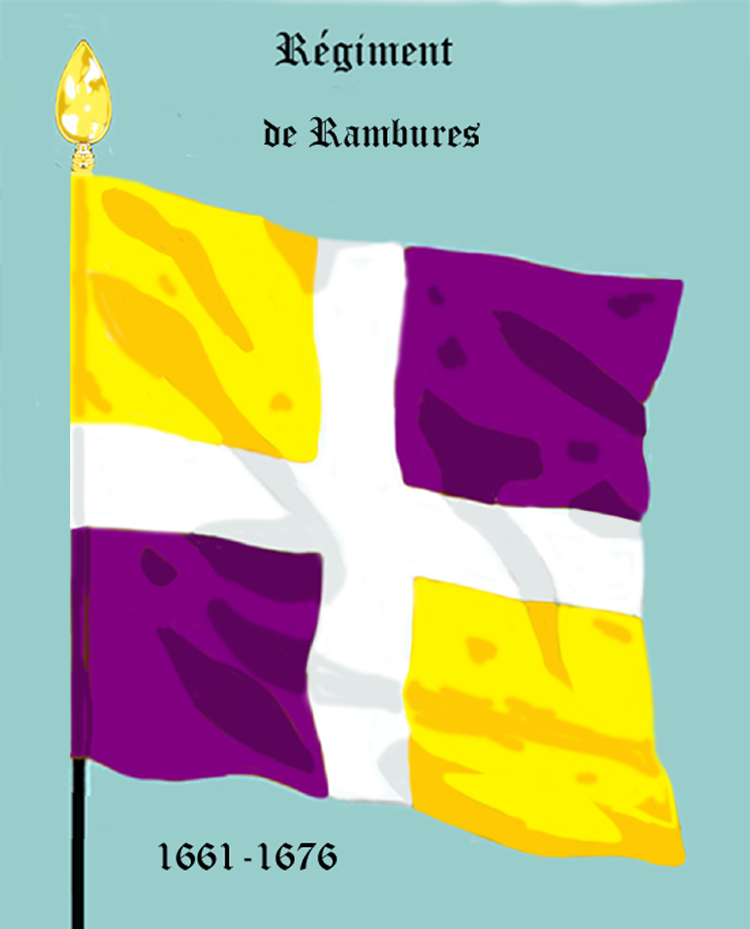
Drapeau d'Ordonnance du régiment de Rambures

#### Période de troubles
Il est remplacé par son beau-frère, Charles de Rambures, un des plus vaillants officiers de son temps, qui rétablit le régiment, à son nom, en 1614, et le conduisit pour le service du roi en Bretagne. La guerre des mécontents venait de commencer, et la reine régente, Marie de Médicis, voulait être en mesure de secourir Poitiers, menacé par Henri II de Bourbon prince de Condé, et de comprimer la révolte organisée en Bretagne par César duc de Vendôme et Henri de Gondi duc de Retz. Quand Louis XIII arriva à Nantes pour tenir les États de la province, il y trouva le régiment de Rambures, fort de 2 000 hommes bien équipés, et dont il fut si content qu'il le chargea d'aller avec les Gardes Françaises, soumettre et démolir Port-Blavet, foyer de rebelles toujours prêts à livrer leur port aux Espagnols.
Rambures réduit à deux compagnies, fait la campagne de 1615 à l'armée du maréchal de Bois-Dauphin. Il est au siège de Creil-sur-Oise avec 2 compagnies de Gardes-Suisses et dix-sept du régiment de Piémont. Il se rend ensuite dans le Poitou pour en fermer l'entrée aux mécontents.
Rétabli à dix compagnies en 1616, il marche, avec Charles comte d'Auvergne, au secours de Péronne menacée par Henri duc de Longueville.
L'année suivante, il contribue à l'attaque du faubourg de Laon, où l'armée des princes s'était retranchée, et fait le siège de Rethel.

#### Période de paix
En 1618, après que la mort du maréchal d'Ancre eut rendu la paix au royaume, le régiment fut encore réduit à deux compagnies.

#### Rébellions huguenotes
En 1619, les capitaines réformés remirent leurs compagnies sur pied, et le corps fut employé dans l'évêché de Metz, sous les ordres du maréchal Charles de Choiseul-Praslin.
En 1620, Rambures est à la bataille des Ponts-de-Cé.
En 1621, il arrive des premiers sous les murs de Saint-Jean-d'Angély avec Étienne de Bonne de Tallard comte d'Auriac, chargé d'investir la place. Pendant, le siège, il partage les travaux de Navarre et des Gardes françaises avec lesquels il est chargé de l'attaque de la Tour-Blanche. 

Le régiment participe ensuite à la prise de Bergerac, capitale intellectuelle des huguenots et au siège de Montauban. Le régiment retourne ensuite prendre garnison à Bergerac, où il reste, jusqu'à la paix de Montpellier, à l'exception d'un détachement de 300 hommes commandé par le mestre de camp, qui va en 1622 aider Charles duc d'Elbeuf, et qui, réuni à 500 hommes de Piémont, prend le château de La Force dans lequel s'est réfugié Jacques Nompar de Caumont marquis de La Force.
En 1624, Rambures quitte Bergerac et vient occuper Saint-Maixent. Il sert les deux années suivantes en Picardie, et au mois d'août 1627, il arrive devant La Rochelle qui est immédiatement investie. Il établit son quartier à Angoulins où logeait le cardinal de Richelieu, et construisit sur la pointe de Coureilles une batterie de six pièces qu'il servit pendant toute la durée du siège. Ce fut cette année que l'illustre Fabert obtint la charge de sergent-major du régiment.
Un détachement de 400 hommes, qui était passé dans l'île d'Oléron débarqua le 7 novembre au fort La Prée de l'île de Ré et contribua à la défaite de l'armée anglaise.
Après la capitulation de La Rochelle, le 30 octobre 1628, le régiment occupe avec Piémont le fort de Tasdon, en même temps que les Gardes françaises occupaient la ville. Le 7 novembre, le régiment quitte le fort de Tasdon pour se rendre à Fouras, afin de surveiller les mouvements de la flotte britannique.

#### Guerre de Succession de Mantoue
Il partit de Fouras en 1629, pour rallier l'armée de Piémont dans le cadre de la guerre de Succession de Mantoue. Il déploya la plus grande valeur à l'attaque du Pas de Suze.

#### Rébellions huguenotes
Lorsque Victor-Amédée de Savoie duc de Savoie, qui avait failli être pris, demanda la paix, le régiment repassa les Alpes et arriva le 24 mai 1629 devant Privas. À l'assaut livré le 26 à l'ouvrage à cornes de cette ville, il est chargé de l'attaque de gauche. Le signal à peine donné, Abraham Fabert s'élance à la tête des enfants perdus, plante son échelle au pied de la muraille, arrive le premier sur le rempart, écarte à coups d'épée les ennemis, et tient ferme jusqu'à ce que les officiers et les soldats, animés par son exemple, le rejoignent. Il y est bientôt suivi par tout le régiment qui s'y établit solidement. Six ou sept cents des assiégés sont passés au fil de l'épée. Le régiment contribua encore cette année à la soumission d'Alès et de presque toutes les autres places occupées par les protestants.

#### Guerre de succession de Mantoue
En 1630, le duc de Savoie n'avait pas plutôt vu l'armée française repassée de l'autre côté des monts, qu'il avait, lui aussi, recommencé la guerre. Le régiment de Rambures retourne alors en Piémont avec le duc de Montmorency, et arrive devant Exilles. Après avoir reconnu les dehors du fort, Abraham Fabert se glisse seul dans le fossé, s'approche de l'enveloppe du donjon et combine son attaque. Le lendemain, avec un faible détachement, il conduit une tranchée jusqu'auprès du donjon, place deux canons en batterie et contraint la garnison à capituler. Il s'avance ensuite à la tête de quelques compagnies vers la Tour-Carbonnières, emporte le pont à Mafrée qui l'en séparait et force encore ce poste à battre la chamade.
Au combat de Veillane, l’arrière-garde de l'armée est attaquée au passage de la montagne de Saint-Michel. Abraham Fabert, avec vingt hommes, tient tête à 400 Savoyards : pendant ce temps, Charles de Rambures descend avec le régiment de la hauteur où il était posté, et tombe sur l'ennemi avec tant de vigueur, que ses rangs, rejetés les uns sur les autres, sont mis dans le plus grand désordre : la déroute fut complète. Le régiment est ensuite au siège de Saluces où Fabert reçut deux coups de feu dans son chapeau. Il avait eu l'audace d'aller en plein jour, sous une grêle de balles, reconnaître les approches de la place. Le roi, plein d'admiration pour une aussi brillante et aussi utile bravoure, dérogea en faveur de Faber au règlement qu'il avait lui-même fait, et lui donna une compagnie, dont le commandement était dès ce temps-là incompatible avec les fonctions de sergent-major.
Un détachement de 300 hommes de Rambures partagea le 6 août la gloire que s'acquit le régiment de Picardie au passage du pont de Carignan.

#### Période de troubles
Le corps fait partie, en 1631, de l'armée de Lorraine et se trouve aux sièges de Vic, Moyenvic et Marsal.
En 1632, il suit le maréchal de La Force dans son expédition en Languedoc contre les troupes de Gaston d'Orléans, et il assiste à la bataille de Castelnaudary. Rappelé ensuite dans la
Lorraine, il est employé au siège de Trèves. Dans une sortie des assiégés, il fut coupé du reste de l'armée et se trouvait gravement compromis, quand Fabert accourut à son secours avec le régiment de Champagne, prit les ennemis en queue et en flanc, et le délivra en anéantissant ses adversaires qui furent tous tués ou pris.
En mars 1633, le maréchal de Créqui ayant été nommé ambassadeur à Rome, le régiment des Gardes qui fut alors donné à Jean marquis de Rambures, mestre de camp du régiment de Rambures qui fut dès lors commandé par François de Rambures. La campagne de 1633 ne fournit pas à Rambures d'autre occasion que celle du siège de Nancy.

#### Guerre de Trente Ans - Guerre franco-espagnole
En 1634, le cardinal de Richelieu s'était décidé à prendre part dans la guerre de Trente Ans contre la maison d'Autriche. Le régiment fait les sièges de Bitche et de La Mothe, et accompagne le maréchal de La Force dans ses expéditions sur le pays messin, et traverse le Rhin sur la glace pour aller secourir Heidelberg. Le 23 décembre, les Impériaux sont mis en fuite, et l'armée française repasse encore le fleuve sur la glace.
En février 1635, Rambures se rend au siège de Spire. Il se distingue à l'assaut du faubourg le 19 mars, et il se dirige ensuite, avec le régiment de Piémont, sur Mézières où il rejoint l'armée du maréchal Gaspard de Châtillon. Après la bataille d'Avein, le régiment retourne à l'armée d'Allemagne. Le cardinal de La Valette, qui commandait cette armée, le distingua parmi les meilleurs régiments, il l'employa dans toutes ses opérations, et notamment à la levée du siège de Hombourg, au siège de Binghen et dans sa fameuse retraite de Mayence à Metz. Rambures s'était retiré à Château-Salins. Bientôt l'armée impériale, après avoir vainement cherché à pénétrer en Champagne, recule à son tour au mois de novembre, après avoir commis d'épouvantables ravages.
En janvier 1636, Rambures formait l'avant-garde du corps parti d'Épinal pour aller au secours de Colmar, dont l'ennemi leva le siège. Il entra le 30 janvier dans la ville avec 600 chevaux chargés de provisions. Des détachements se portèrent dans le même temps au secours de Kaysersberg et de Haguenau, et eurent le même succès. Les troupes étaient de retour à Épinal le 16 février. À peine avaient-elles repris leurs quartiers, qu'on apprend que Haguenau est de nouveau investi et réduit aux dernières extrémités. Le cardinal de La Valette forme promptement un détachement de 300 hommes de Rambures, et l'envoie au secours de Haguenau. Ce détachement part le 3 juin d'Épinal, s'empare en passant de Saint-Dié et de Sainte-Marie-aux-Mines, et entre le 10 dans la place assiégée, qui n'avait plus que pour trois jours de vivres. L'ennemi décampa encore une fois, et le détachement alla servir sous le duc de Weymar, au siège de Saverne. Fabert monta sur la brèche au troisième assaut, et s'empara d'une maison voisine. Il s'y défendit plus d'une heure, mais les assiégés y ayant mis le feu, il fut contraint de sauter dans le fossé où il reçut plusieurs blessures. En septembre, tout le régiment joint l'armée qui pourchasse les Impériaux dans la direction de la Franche-Comté; ils refusent la bataille dans la plaine de Montsaugeon, et sont rudement rejetés de l'autre côté du Rhin. Le régiment, après cette poursuite, prit ses quartiers d'hiver en Lorraine. Richelieu lui avait imposé cette année le titre de la province d'Isle de France, mais il ne paraît pas l'avoir gardé longtemps.
En 1637, on le trouve sous ce nom aux sièges d'Ivoy, du Catelet et de Damvillers. Voici ce qu'on lit dans la Gazette de France, à propos du siège de Damvillers : « Le régiment de l'Isle de France, cy-devant appelé Rambures, étant en garde la nuit du 1erau 2 octobre, les assiégés firent une sortie et pénétrèrent dans les travaux. Mais le lieutenant-colonel de Seully, rassemblant son monde, les repoussa bravement. » A la fin de cette campagne, le régiment fut mis en quartier d'hiver, moitié à Damvillers, moitié à Ivoy.
Il passa une partie de la campagne de 1638 en Lorraine, et joignit au mois d'août le comte du Hallier qui allait faire le siège du Catelet. Cette place se rendit le 14 septembre, et le régiment y est mis en quartiers d'hiver.
Il en sortit le 1er mars 1639, et se trouva à l'investissement de Thionville le 26 mai. Il est chargé pendant ce siège de la garde du parc d'artillerie. Le 7 juin 1639, à la malheureuse bataille livrée sous les murs de Thionville, Rambures, avec deux autres régiments, contient les Impériaux qui avaient réussi à forcer le quartier de Navarre. Ces corps eurent bientôt sur les bras toute l'armée ennemie. Longtemps ils soutinrent ce terrible choc ; mais, abandonnés par la cavalerie, ils durent céder à la mauvaise fortune et se résigner à battre en retraite. Le régiment se retira à Metz, où il resta quelque temps occupé à remplir les vides de ses cadres. Il termina la campagne avec le maréchal de Châtillon qui commandait une armée destinée à secourir celles qui agissaient en Artois et dans le Luxembourg.
En 1640, il est au siège d'Arras, établi au quartier du maréchal Charles de La Porte de La Meilleraye. Le 27 juillet, dès que la mine a fait brèche à la demi-lune, il s'empare de cet ouvrage, dont la prise détermine la capitulation de la ville le 9 août.
En 1641 , il assiège Aire et parvient à pousser les travaux jusqu'au bord du fossé de la demi-lune, ce que d'autres avaient inutilement tenté. Il prend encore part cette année aux sièges de La Bassée et de Bapaume.
Le 26 mai 1642, il fait des prodiges de valeur à la bataille de Honnecourt, perdue parle maréchal de Gramont. Son mestre de camp, François de Rambures, succombe au milieu de ses compagnies ruinées.
René de Rambures lui succéda.
Rambures fit la campagne de 1643 dans l'armée du duc d'Enghien. Durant la bataille de Rocroi, il occupait avec Piémont la gauche de la première ligne. Les Espagnols les firent d'abord plier, mais, ranimés bientôt par la présence du prince, ils se rallient, chargent leurs adversaires, les mettent en fuite et contribuent ensuite à enfoncer le redoutable bataillon carré. Thionville fut investie le 15 juin. Le régiment y poussa les travaux avec un aplomb et une rapidité qui furent remarqués. Après la prise de Thionville, il fait encore le siège de Sierck, qui se rendit le 2 septembre.
En 1644, il passa en Flandre à l'armée du duc d'Orléans qui assiégeait Gravelines. Après la campagne, Rambures alla prendre ses quartiers dans le Bourbonnais.
Au printemps 1645, il rejoint l'armée du maréchal de Gassion. Arrivé le 19 juin à la rivière de Colme, alors très grosse, il en trouve les passages barrés par l'armée espagnole. Sans hésiter, les soldats se jettent à la nage, chargent l'ennemi avec intrépidité, protègent le passage des autres troupes, et engagent un combat opiniâtre dont le succès fût resté fort incertain sans l'arrivée du maréchal. Rambures se trouva ensuite aux sièges de Mardyck, Cassel, Béthune, Saint-Venant et Menin : il fut mis en garnison dans cette dernière place, qui était plus exposée que les autres.
Le 13 juin 1646, il était devant Courtrai. Toutes les troupes destinées à faire ce siège n'étaient pas encore arrivées. L'ennemi tenta d'en profiter pour y jeter 3 000 mousquetaires et trois régiments de cavalerie. Rambures empêcha ce secours d'y entrer, et pendant le siège il tailla complètement en pièces une sortie de la garnison. Après la prise de Courtrai, le corps s'avança jusqu'à Bruges, il s'embarqua en septembre sur deux vaisseaux hollandais qui le ramenèrent à Mardyck, et il fit le siège de Dunkerque, qui capitula le 10 octobre.
En février 1647, il se distingua en repoussant une attaque des Espagnols sur Courtrai, où il était en quartiers. Une compagnie contribua ensuite à la défense d'Armentières.
L'année suivante le régiment se trouva au siège d'Ypres et à la bataille de Lens.
En 1649, il est au siège manqué de Cambrai et à la prise de Condé.
En 1650, il prend part au siège et à la bataille de Rethel, et s'y distingue près de Piémont.
En 1651, faisant partie de l'armée de Flandre sous le maréchal d'Aumont, il fait des merveilles au passage de l'Escaut, près du village de Neuville.
Après avoir passé l'hiver en Bourgogne, il se rend, en 1652, dans la Picardie, occupe pendant quelque temps la ville d'Ardres, et, appelé sous Paris, il combat, le 2 juillet, au faubourg Saint-Antoine.
Revenu à Ardres après cette affaire, et subissant sans doute l'influence des désordres qui agitaient alors toute la France, il chercha, le 2 juillet 1653, à se rendre maître de la ville qu'il était chargé de garder. Il n'est resté aucune trace des causes qui ont pu déterminer un acte aussi grave. On ne sait pas davantage dans quel sens et pour qui il agissait ainsi. La tradition nous apprend seulement que les habitants d'Ardres se défendirent bravement, et que sur 1 400 hommes que comptait alors le régiment, ils en tuèrent 700.
On ignore ce que devint le corps pendant la campagne de 1654. Il est probable que M. de Rambures passa cette année à le rétablir : on trouve quelques-uns de ses officiers servant en volontaires aux sièges de Sainte-Ménehould, de Stenay et du Quesnoy, et au secours d'Arras.
Au début de la campagne de 1655, pendant que l'armée assiégeait Landrecies, le régiment de Rambures fut Saint-Quentin. Il ouvrit ensuite, le 16 août, la tranchée devant Condé, en deçà de l'Escaut, pendant qu'un bataillon des Gardes en faisait autant de l'autre côté de la rivière. Après la capitulation dé cette place, il y fut mis en garnison. Au mois de novembre, il détruisit complètement un corps de 3 500 hommes qui passait aux environs de Condé, sous les ordres du prince de Ligne.
En 1656, le régiment se trouve au siège de Valenciennes et à la prise de La Capelle.
En 1657, on le voit au siège de La Motte-aux-Bois, à la prise de Saint-Venant, au secours d'Ardres, et à la conquête de Watz, Bourbourg et Mardyck.
En 1658, il prend part au siège de Dunkerque et à la bataille des Dunes, où il fait mettre bas les armes à l'un des bataillons anglais du duc d'York : c'était le régiment du roi d'Angleterre. Il fit encore cette année les sièges de Berghes-Saint-Winox, de Menin et d'Ypres. Il demeura en garnison dans Menin jusqu'à la ratification de la paix des Pyrénées.

#### Période de paix
Il fut alors réduit à quatre compagnies, et alla prendre ses quartiers dans la généralité de Rouen.
En 1663, il fut appelé à faire partie de l'expédition de Lorraine, qui se termina par la prise de Marsal.
En 1666 eut lieu le tirage au sort du tour de roulement du corps avec les régiments de Bourbonnais et d'Auvergne. Le major de Rambures voulut représenter au roi que l'ancienneté du corps lui donnait le pas. Le roi lui ordonna de tirer, et il prit dans le chapeau du roi le second semestre.

#### Guerre de Dévolution
Quand la guerre se ralluma en 1667, le régiment de Rambures, porté à dix compagnies, était en garnison à Saint-Quentin. Il ne fut point d'abord désigné pour faire campagne, mais le siège de Lille ayant offert des difficultés, il vint renforcer l'armée. Après la prise de Lille, il fut envoyé à Courtrai.
En janvier 1668, il quitte Courtrai pour Charleroi. Cette année, huit compagnies du régiment, réunies au régiment de Piémont s'emparèrent, le 13 mars, de Genappe puis elles rentrèrent ensuite à Charleroi.

#### Période de paix
En 1671, le régiment de Rambures était à Calais. Il fit partie cette année du camp de Dunkerque et y fut passé en revue par Louis XIV. Il comptait alors trente-deux compagnies de 53 hommes chacune, et fut un des quatre régiments laissés dans Dunkerque après la levée du camp.

#### Guerre de Hollande
L'année 1672 vit commencer la guerre de Hollande. Le régiment de Rambures accompagna le roi jusqu'à Tongres, où vingt compagnies furent mises en garnison. Les douze autres suivirent l'armée royale sur le Rhin, et furent de toutes ses expéditions. Sur la fin de la campagne, le régiment fut réuni et mis en quartiers dans Bombelles et aux environs.
Le 1er août 1673, un parti de 500 hommes vint attaquer une redoute située de l'autre côté de la rivière vis-à-vis de la porte de la ville. Sommé de se rendre, les défenseurs, au nombre de trente hommes, envoie son sergent chercher du secours à Bombelles, et en attendant se défend si bien que l'ennemi se retire. Le régiment sortit ensuite de Bombelles, et joignit l'armée du prince de Condé, qui couvrit les opérations de siège de Maastricht.
Employé en Flandre en 1674, le régiment de Rambures se trouva, le 11 août, à la bataille de Seneffe. Il était placé à l'extrême gauche de l'infanterie, se distingua à l'attaque du village de Fay, et contribua beaucoup au succès de la journée par la ténacité avec laquelle il se maintint dans les postes qu'il avait forcés. Il eut plus de 200 hommes tués ou blessés sur 1 100 qu'il comptait avant la bataille. Après la retraite du prince d'Orange et la levée du siège d'Audenarde, le régiment fut envoyé à Metz, et joignit, le 11 novembre, au camp de Dettweiler, l'armée du maréchal de Turenne. Le 2e bataillon se jeta dans Haguenau et contribua à en faire lever le siège entrepris par Piccolomini. Lorsque les Impériaux eurent évacué Schlestadt, le régiment prit ses quartiers dans cette ville et à Colmar et assista au combat de Mulhausen le 29 décembre.
En janvier 1675 il se rendit avec sa brigade à Brisach. Le 10 mars, il se trouve pour l'attaque de Neubourg, qu'il assaillit avec une si grande vigueur, que l'ennemi, chassé de palissade en palissade, demanda quartier. Le régiment suivit Turenne pendant toute cette campagne, et au mois de juin il fut envoyé, avec trois régiments de cavalerie, à Altenheim, pour y construire un pont sur le Rhin, et assurer un passage à l'armée en cas de revers. Après la mort de l'illustre maréchal, ce pont fut de la plus grande utilité , et l'armée put repasser le Rhin après un vigoureux combat, livré le 1er aout, sous Altenheim, et auquel le régiment prit part.
L'année suivante, le régiment continua de servir en Alsace, sous les ordres du maréchal de Luxembourg. Un cruel accident enleva, le 29 juillet 1676, le jeune marquis de Rambures, qui montrait, depuis quatre ans, à la tête du régiment, que la valeur était héréditaire dans sa maison : il fut tué, à l'âge de dix-huit ans, d'un coup de feu qu'il reçut au front, dans une décharge que quelques-uns de ses soldats faisaient de leurs armes. Le régiment, qui depuis soixante ans s'illustrait sous le nom de Rambures, pleura amèrement le dernier rejeton de cette valeureuse famille.
Il fut alors donné à Antoine de Pas marquis de Feuquières,, resté célèbre par les mémoires qu'il a laissés sur les guerres de son temps et entre les mains duquel le corps maintint sa vieille réputation.

### Régiment de Feuquières (1676-1700)

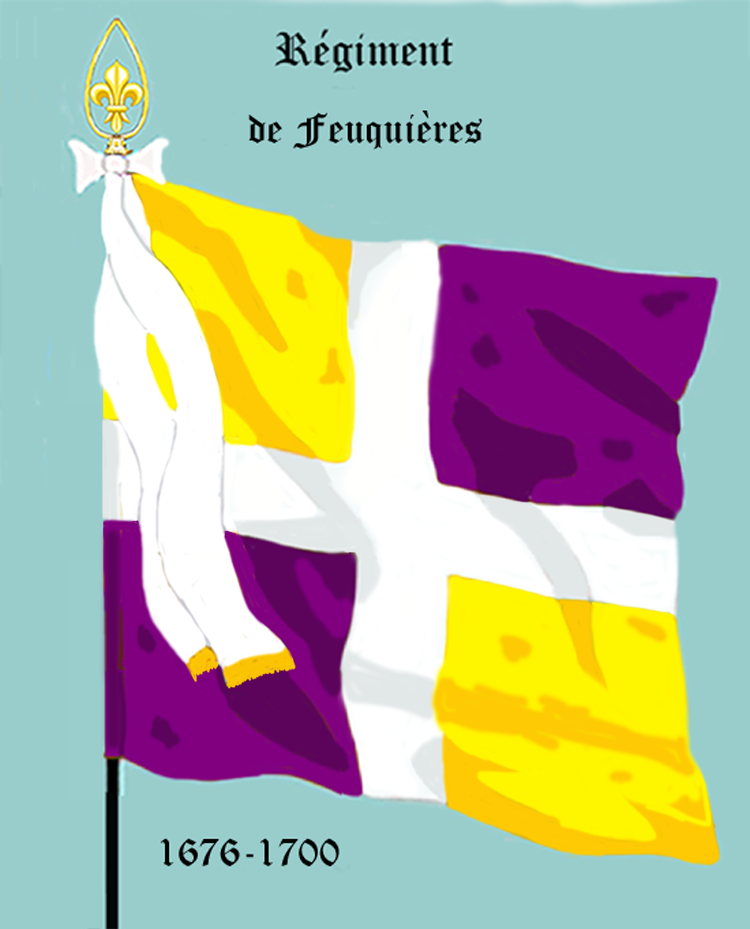
Drapeau d'ordonnance du régiment de Feuquières

#### Guerre de Hollande
Le régiment de Feuquières termina la campagne de 1676 par un combat qui fut livré près de Bâle.
Il servit encore sur le Rhin, en 1677, et prit part au siège de Fribourg, où il fit de grandes pertes.
En 1678, il passa à l'armée de Flandre, et fit les sièges de Gand et d'Ypres. Employé ensuite avec quelques autres troupes à couvrir le quartier du roi près de l'abbaye de Saint-Denis, il fut attaqué, le 14 août, par le prince d'Orange, quoique la paix fût signée à Nimègue depuis trois jours. Le régiment de Feuquières soutint tout l'effort des colonnes ennemies assez de temps pour permettre au quartier du roi de se retirer avec tous les équipages. Il effectua ensuite sa retraite dans le meilleur ordre, et arriva au pont de la petite rivière de Saint-Denis en même temps que l'ennemi qui voulait lui en disputer le passage. Il lui marcha sur le ventre, vint rejoindre l'armée rangée en bataille de l'autre côté du défilé, et s'arrêta au débouché de ce défilé, essuyant sans s'ébranler un feu d'enfer. Déterminé à vaincre ou à périr, il se laissait écraser plutôt que de perdre un pouce du terrain dont la garde lui était confiée, quand enfin il fut secouru par un bataillon des Gardes Françaises, qui l'aida à repousser l'ennemi. Dans cette affaire célèbre, et dont la gloire appartient en grande partie au régiment qui fut le premier et le plus fortement engagé de tous les corps de l'armée, le colonel eut les deux cuisses percées par une balle.

#### Période de paix
En 1680, le régiment était à Toul.
Il ne prit aucune part aux campagnes de 1683 et 1684.

#### Guerre de la Ligue d'Augsbourg
Au début de la guerre de la Ligue d'Augsbourg, en 1688, il était à Tournai, quand il reçut l'ordre de se rendre au siège de Philippsburg. Après la prise de Philippsburg, le régiment de Feuquières, fut envoyé à Heilbronn sur le Neckar où il resta jusqu'au mois de janvier 1689, poussant des détachements jusqu'à Nuremberg, et levant des contributions.
En janvier 1689, il reçut alors l'ordre de démolir les fortifications d'Heilbronn, de se porter sur la petite ville de Pforzheim, à l'entrée des montagnes du Wurtemberg et de s'y fortifier. Le régiment de Feuquières évacuait Heillbronn par une porte, tandis que les Impériaux y entraient par l'autre. Deux cents dragons de Staremberg massacrèrent les malades qui étaient encore en ville. Le colonel Antoine de Pas marquis de Feuquières, se promit de leur faire payer cher cet acte de barbarie. Il apprit bientôt que ces dragons occupaient la petite ville de Neuenbürg, sur l'Enz, à trois lieues de Pforzheim. Le 6 janvier, à neuf heures du soir, il part avec 600 hommes, arrive à minuit devant la porte de Neuenbürg, trompe la sentinelle en lui parlant allemand, fait pendant ce temps tranquillement attacher un pétard et enfonce la porte avant que personne pût se mettre en défense. Les dragons surpris sont tous massacrés, à l'exception de sept. Leur commandant, qui ajusta de son pistolet le colonel de Feuquières, fut tué par le capitaine du Poussay.
Le régiment, passé sous le commandement du frère du marquis de Feuquières, Jules de Pas marquis de Feuquières, continua de servir en
Allemagne en 1689 et 1690. Le 18 août 1690, il se trouva à l'attaque de Waldkirch, à deux lieues de Strasbourg où ses grenadiers s'y distinguèrent.
En 1691, le régiment fut envoyé, en Piémont, à l'armée de Catinat, où, pendant six campagnes , il rivalisa de bravoure avec La Marine.
Il y débuta par le siège du château de Veillane. Tous les dehors furent emportés, par une attaque fort vive, le jour même de l'ouverture de la tranchée, et la garnison ce rendit la nuit suivante (30 mai). Le régiment de Feuquières alla ensuite, les 7-8 juin, ouvrir la tranchée devant Carmagnola, du côté de Carignan durant lequel les assiégés ouvrirent un feu terrible de leurs canons chargés à cartouches et où cinquante soldats furent tués.
Le reste de la campagne et celle de 1692 ne lui offrirent aucune occasion remarquable.
En 1693, le régiment de Feuquières prend une part glorieuse au succès de la bataille de Marsaglia, et achève la déroute des ennemis en les chargeant en flanc et en queue.
Les trois campagnes suivantes se passèrent sur la défensive. Après la signature des préliminaires de la paix avec le duc de Savoie, l'Empereur continuant à vouloir tenter le sort des armes, on fit le siège de Valenza. Les deux bataillons du régiment y ouvrirent la tranchée à gauche, le 24 septembre 1696. La paix ayant enfin été signée, le siège fut levé et les troupes rentrèrent en France.
Cependant les hostilités continuaient sur la frontière du nord. Le régiment de Feuquières fit la campagne de 1697 sur la
Moselle et sur le Rhin, et à la paix de Riswick, il fut envoyé à Briançon, où il demeura jusqu'à la guerre de Succession d'Espagne.

### Régiment de Leuville (1700-1718)

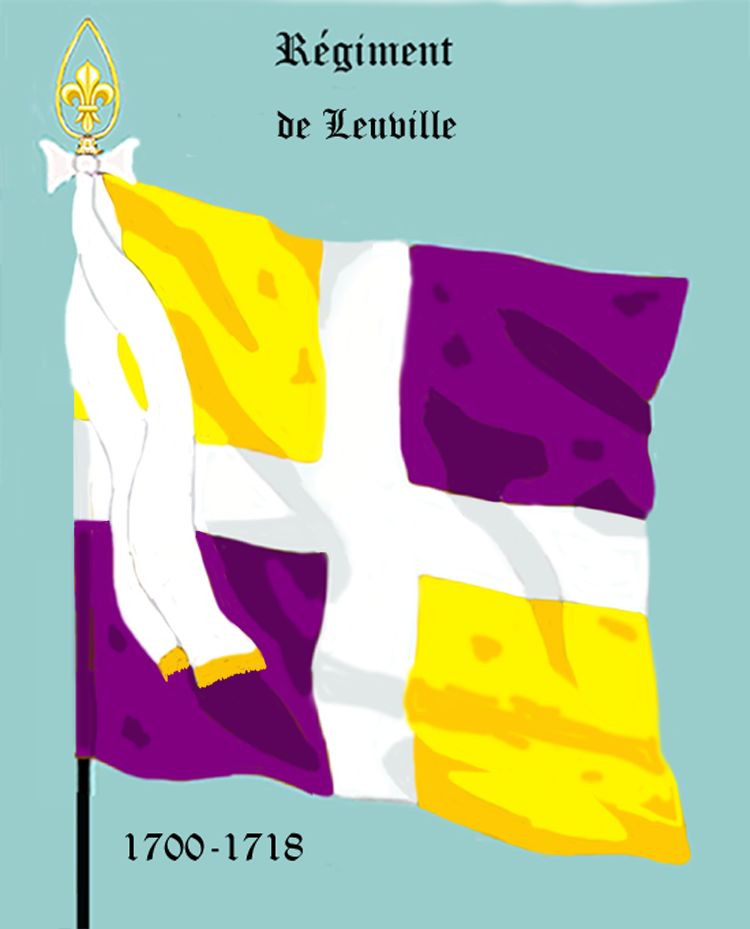
Drapeau d'ordonnance du régiment de Leuville

#### Guerre de Succession d'Espagne
En 1701, au début de la guerre de Succession d'Espagne, le régiment, devenu régiment de Leuville, reçoit l'ordre de se rendre à Toulon pour s'y embarquer. Il passe alors en Italie et se signale parmi les plus braves le 1er septembre à l'attaque des retranchements de Chiari. En novembre, il se rend à Crémone et de là à Mantoue où il est bloqué par le prince Eugène. Il était le plus ancien régiment de la garnison, et il se distingua beaucoup dans plusieurs sorties.
Le 25 janvier 1702, le comte de Tessé, qui commandait la place, informé que l'ennemi avait de gros magasins de fourrages à sept milles de là, ordonne aux grenadiers d'aller les incendier, qui reviennent sans avoir perdu un seul homme après avoir exécuté l'ordre. Après la levée du blocus, au mois de mai, le régiment de Leuville resta seul chargé de la garde de Mantoue et il y demeura pendant toute la campagne. Cependant un détachement de volontaires se trouva à la bataille de Luzzara.
Le régiment partit de Mantoue en 1703 pour suivre le duc de Vendôme. Il contribua sous ses ordres à la prise de Brescello, Nago, Borgo, et au bombardement de Trente. Il revint ensuite hiverner dans le Montferrat.
En 1704, il fait les sièges de Verceil et d'Ivrée et commence celui de Verrue qui se prolonge jusqu'au printemps de l'année suivante et se distingue particulièrement lors de l'attaque du 1er mars.
À la fin d'avril 1705, le régiment de Leuville joint l'armée du grand prieur de Vendôme sur le Mincio, et prend part à l'affaire de la cassine de Moscolino sur la Chiese, assiste, le 16 août à la bataille de Cassano sans pouvoir entrer en ligne, accompagne le duc de Vendôme dans son expédition sur le Crémonais, et se trouve, le 16 octobre, à l'attaque des lignes du prince Eugène entre Castelleone et Gombetto (sh).
Le général autrichien se retira dans les montagnes et le régiment de Leuville rentra dans Mantoue.
Au mois d'avril 1706, il fut chargé de garder les passages de l'Adige. Après la bataille de Calcinato où Vendôme défit les Impériaux, il vint rallier l'armée campée à Goito. Peu après il fut jeté dans Alexandrie qu'Eugène de Savoie-Carignan semblait menacer. Mais ce prince en voulait à Turin. Le régiment de Leuville y courut, mais il arriva trop tard; les lignes françaises avaient été forcées le 7 septembre. En apprenant cette funeste nouvelle, le régiment s'enferme dans Chivasso, bien résolu à s'y défendre. Eugène y arrive bientôt avec son armée victorieuse et somme le colonel de rendre la place. Celui-ci répond que lui et son régiment tiennent trop à l'estime de l'ennemi pour en agir ainsi, et à l'instant il ouvre un feu terrible qui oblige Eugène à entreprendre le siège en règle. Chivasso était sans défense, les tranchées du dernier siège n'avaient point été comblées, et le régiment de Leuville manquait de tout. Après huit jours de défense, il obtient une capitulation et sort de Chivasso avec les honneurs de la guerre. Reconduit à la frontière, il s'arrête à Chambéry où il est passé en revue par le lieutenant-général comte de Médavy qui n'y compta que 400 hommes en état de porter les armes.
Ils furent employés en 1707 à garder les défilés des Alpes, et quand, en 1708, le régiment fut rétabli, on l'envoya à l'armée du Rhin, dont il se trouva le plus ancien corps.
Après quelques combats contre les fourrageurs impériaux, ou ses grenadiers se conduisirent très bien, il fut placé dans les lignes de la Lauter, une partie à Wissembourg et une autre partie à Lauterbourg.
Il resta dans ces quartiers, sans y être sérieusement inquiété, jusqu'en 1712. Le 16 août de cette année, il fut vivement attaqué, mais il repoussa l'ennemi en lui faisant éprouver de grandes pertes.
En 1713, il fit partie de l'armée du maréchal de Villars qui couvrit le siège de Landau. Il participa ensuite le 20 septembre à l'attaque des retranchements de Fribourg, où ses grenadiers forcèrent tout ce qui se trouva devant eux, et au siège de cette ville dont la prise mit fin à la guerre.

### Régiment de Richelieu (1718-1738)

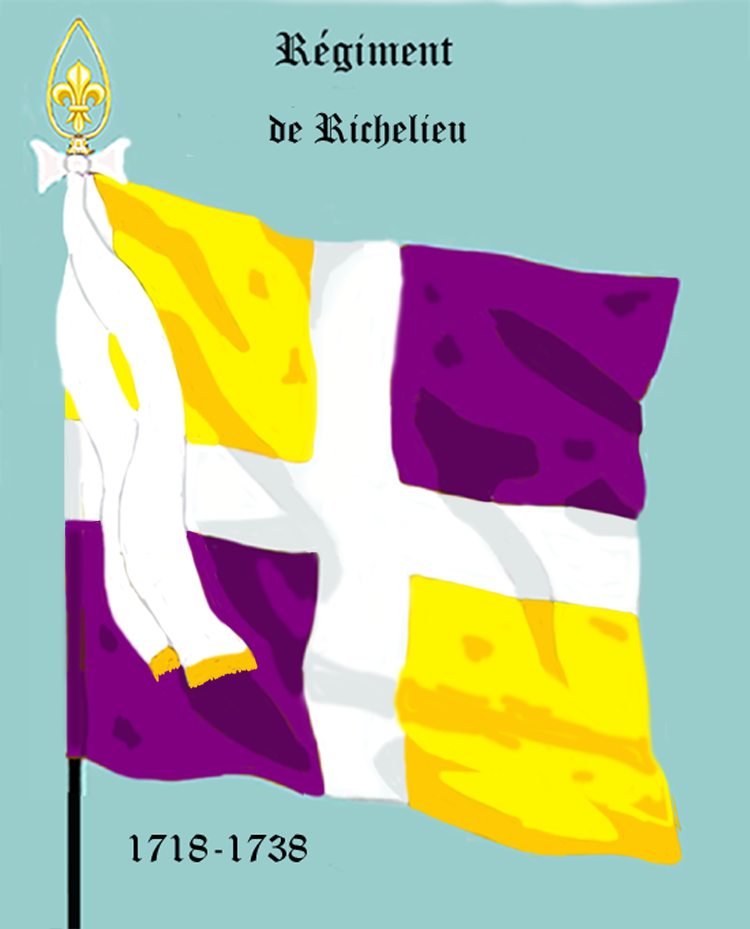
Drapeau d'ordonnance du régiment de Richelieu
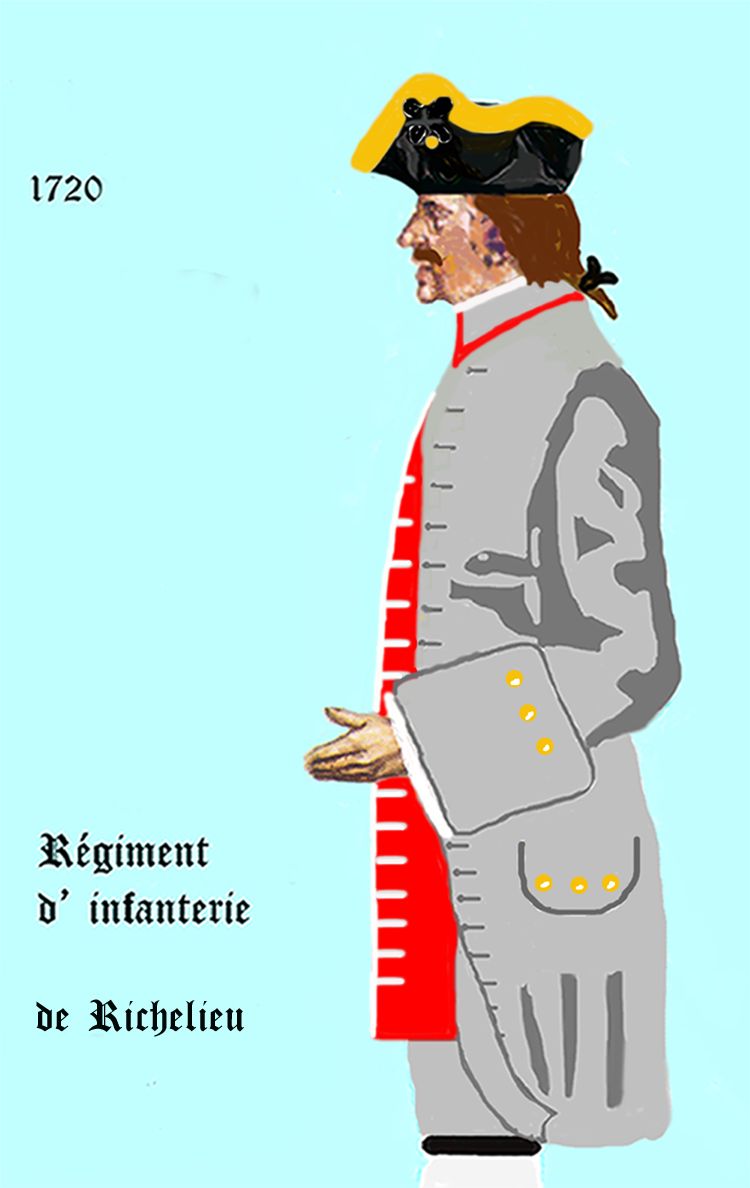
Régiment de Richelieu

#### Guerre de la Quadruple-Alliance
En 1718, le régiment fut donné au célèbre duc de Richelieu, qui l'année suivante fut mis à la Bastille pour avoir prêté l'oreille aux propositions de l'Espagne, lors de la conspiration de Cellamare. Richelieu aurait, dit-on, promis la coopération de son régiment pour livrer à l'Espagne la ville de Bayonne où il était alors en garnison.
Quoi qu'il en soit, au début de la guerre de la Quadruple-Alliance, le régiment fut employé, sans son colonel, au blocus et au siège de Saint-Sébastien, et à celui de Roses.

#### Période de paix
En janvier 1723, le régiment de Richelieu fut mis en garnison à Poitiers. Il alla ensuite à Bayonne en avril 1725, à Collioure en septembre 1727, à Poitiers en octobre 1728, à Cambrai et Bouchain en avril 1730 et à Lille en 1731. On le trouve en 1732 au camp de Barlemont, et au camp d'Aimeries-sur-Sambre puis en garnison à Calais et Maubeuge en juillet 1733. Enfin il se trouvait à Schlestadt depuis le mois d'août 1733 quand la guerre éclata.

#### Guerre de Succession de Pologne
Il fit cette même année le siège de Kehl, et alla passer l'hiver à Besançon.
Rappelé à la même armée en 1734, il se trouva au passage du Rhin et à l'attaque des lignes d'Ettlingen qui précéda le siège de Philippsbourg. Le 23 juin, il contribua à emporter les trois places d'armes du flanc de l'ouvrage à cornes de cette place. Après la campagne, le régiment de Richelieu alla prendre ses quartiers d'hiver à Schlestadt où il perdit 900 hommes par les maladies.
En 1735, porté à 3 bataillons, il occupa Trèves et prit part à quelques petits combats aux environs. Il passa l'hiver dans cette ville.

#### Période de paix
En mai 1736, il fut envoyé à Metz où il travailla aux fortifications. Il vint ensuite à Maubeuge en octobre 1737.

### Régiment de Rohan (1738-1745)

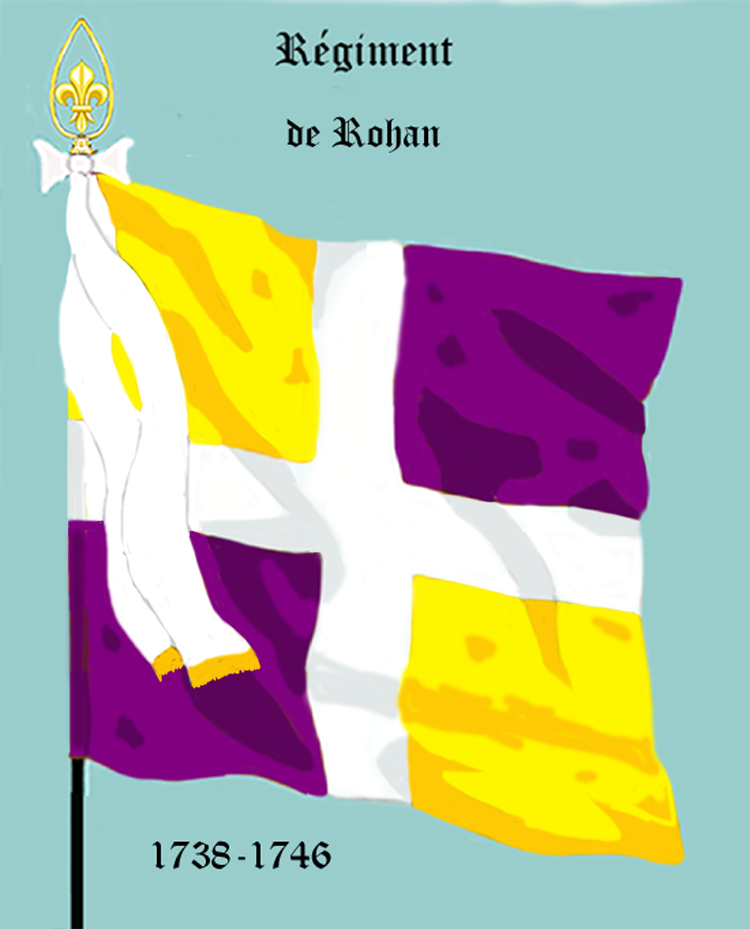
Drapeau d'ordonnance du régiment de Rohan
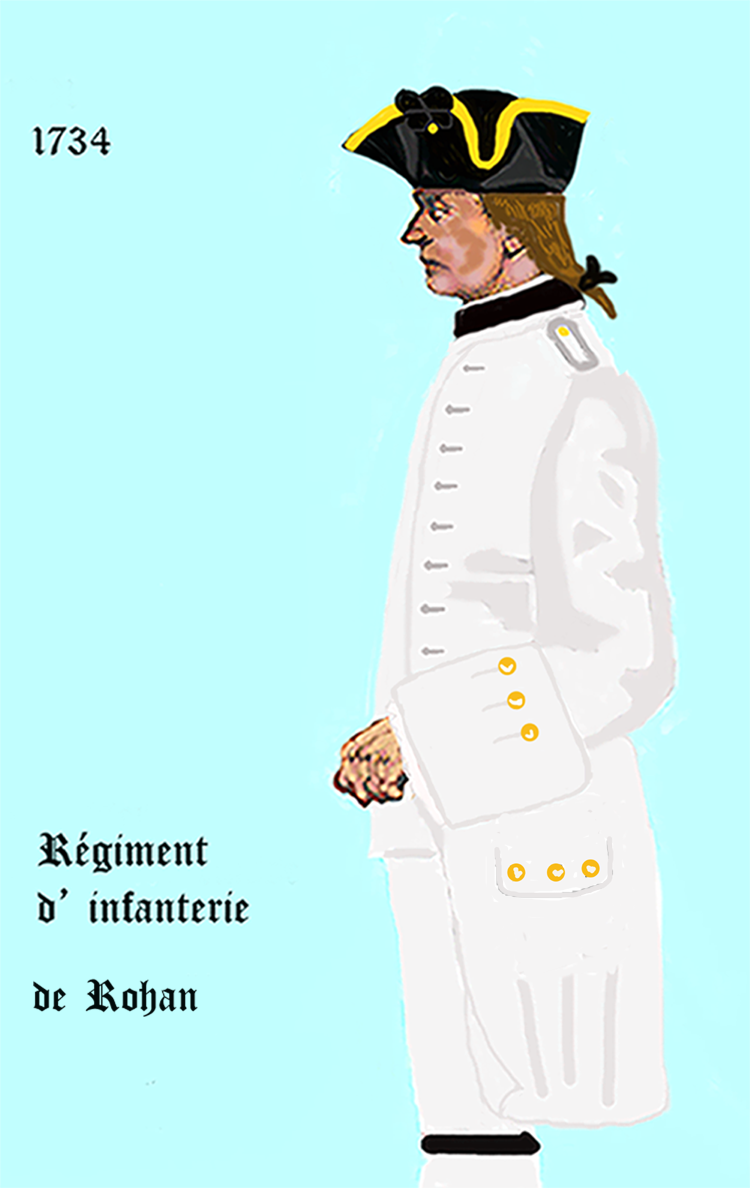
Régiment de Rohan

#### Période de paix
Le 16 avril 1738, Louis Marie Bretagne Dominique, duc de Rohan-Chabot devient mestre de camp du régiment qui prend alors le nom de régiment de Rohan. Le régement fut partagé en 1738 entre Rocroi, Charleville et Mézières, revint à Metz en avril 1739 et se trouvait à Verdun depuis le mois de septembre 1740, lorsque commença la guerre de Succession d'Autriche

#### Guerre de Succession d'Autriche
Le régiment de Rohan, partit de Verdun le 7 septembre 1741, pour se rendre en Bavière. Sa brigade qui faisait partie de la division du comte Jean-Baptiste de Polastron et du corps commandé par le comte de Gassion, s'assembla au Fort-Louis, et passa
le Rhin le 22 septembre. À son arrivée en Bavière, l'électeur, inquiet des avis qu'il recevait que des troupes autrichiennes venues d'Italie, allaient pénétrer dans ses États par le haut Lech, détourna de leur route les régiments de Rohan et de Souvré, et deux régiments de dragons, et les envoya sur la frontière du Tyrol. Le régiment de Rohan fut réparti d'abord dans plusieurs postes autour de Braunau, et en octobre, il fut placé à Enns pour défendre le passage de la rivière de ce nom. Le passage ayant été forcé ailleurs par le général Khevenhüller, il reçut l'ordre d'aller se renfermer dans Linz, où il fut investi le 1er janvier 1742, par l'armée autrichienne.
La garnison était commandée par le comte de Ségur. Dès le 31 décembre, Khevenhüller avait fait sommer Linz par un tambour. Le 1er janvier, le même tambour se présente, annonçant à Ségur qu'il serait attaqué dans la journée. Le brave comte, quoique la ville fût ouverte, fit répondre au général autrichien, qu'il serait le bienvenu, qu'on l'attendait de pied ferme et avec impatience, que les barrières de la ville lui seraient ouvertes, mais que la garnison, distribuée dans les maisons, ferait le coup de fusil par les fenêtres.
L'un et l'autre tinrent parole. Le lendemain 2, entre sept et huit heures du matin, les Autrichiens attaquent en force sur tous les points. Une de leurs colonnes se jette sur le faubourg au-delà du Danube. Quarante et un soldats du régiment de Rohan y soutiennent l'effort de l'ennemi, lui tuent 57 hommes et donnent le temps à leurs camarades d'arriver. Les ennemis, maltraités au combat du 2 janvier, résolurent de réduire la garnison par la famine et la laissèrent tranquille. Le 16, le comte de Ségur qui voyait ses vivres diminuer et qui désirait faire connaître au maréchal de Broglie l'extrémité à laquelle il était réduit, poussa deux attaques sur les villages de Galinkirchen et d'Épersberg, espérant à la faveur du combat faire passer un officier à travers les lignes ennemies. On trouva les Autrichiens en force à Galinkirchen ; à la vue des grenadiers du régiment de Rohan qui formaient tête de colonne, ils occupèrent toutes les fenêtres, et ouvrirent un feu meurtrier qui anéantit en quelques minutes les deux compagnies de grenadiers. L'attaque dirigée sur Épersberg échoua également. Le but était manqué, il fallut rentrer dans la Ville. Le 22, les Autrichiens, voyant la garnison réduite aux abois et découragée, l'attaquent de toutes parts avec vigueur, et pour couper court à toute velléité de résistance, ils mettent le feu aux quatre coins de Linz. La garnison, contrainte à capituler convint de ne pas servir d'un an en Allemagne, et sortit le 25. Le régiment arriva en avril à Strasbourg, et fut immédiatement dirigé sur Besançon.
En février 1743, il se rendit à Metz, et peu après à Wissembourg, à l'armée que le maréchal de Noailles commandait sur le Rhin. Il passa ce fleuve à Spire, les 26 et 27 avril, et fut cantonné à Heidelberg avec trois autres régiments. Cette division prit part à la bataille de Dettingen. Après avoir contenu l'ennemi et permis aux troupes mises en désordre de se rallier dans le village, elle reçut l'ordre de charger à son tour. Elle le fit avec la plus grande valeur et allait enfoncer la ligne ennemie, quand celle-ci s'ouvrit et démasqua six pièces de canon chargées à cartouches. Le régiment, criblé à quinze pas, battit en retraite, mais en bon ordre, et vint border les haies de Dettingen, qu'il ne quitta que pour faire avec Piémont, l'arrière-garde de l'armée. Le régiment de Rohan eut dans cette déplorable journée 600 hommes mis hors de combat. Le régiment repassa le Rhin à Worms, alla travailler à remettre en état les lignes de la Lauter, et après avoir soutenu encore de furieux combats contre la cavalerie légère autrichienne, il vint prendre ses quartiers d'hiver à Sarrelouis.
Le régiment de Rohan quitta cette ville le 15 mars 1744 et fit la campagne en Flandre. Il servit aux sièges de Menin et d'Ypres. Ses grenadiers emportèrent, le 19 juin, une demi-lune d'Ypres qui gênait les travaux. Il fit ensuite partie du camp de Courtrai et passa l'hiver à Sedan.

### Régiment de Crillon (1745-1746)

#### Guerre de Succession d'Autriche
Le régiment, donné le 1er janvier 1745 au plus illustre des descendants du brave Crillon, commença la campagne de cette année devant Tournai, et le 11 mai il était à la bataille de Fontenoy. Le régiment de Crillon avait sa droite appuyée au village d'Antoing, et sa gauche près d'une des redoutes de Fontenoy. Pendant l'attaque définitive et la déroute de la fameuse colonne anglaise, il contenait avec une partie du régiment du Roi les troupes hollandaises. Il s'empara d'une batterie de huit pièces et n'eut qu'une cinquantaine d'hommes mis hors de combat. Au mois de juillet, il fut détaché avec Normandie et quelques autres corps, sous les ordres du comte du Chayla. Cette colonne, dont il formait l'avant garde, rencontra le 9 juillet six mille Anglais qui débouchaient par le chemin d'Alost à Gand, où leur intention était de se jeter. Le marquis de Crillon qui marchait en avant avec peu de monde, se replie en bon ordre sur Melle. Son régiment resté à un quart de lieue en arrière, arrive baïonnette au bout du fusil, charge avec impétuosité, reprend les canons et les pontons dont les Anglais s'étaient déjà emparés, met ceux-ci dans une déroute complète, leur prend plusieurs drapeaux et fait 1 400 prisonniers. Cette journée coûta au régiment de Crillon 180 hommes tués ou blessés. Le roi lui accorda quatorze croix de Saint-Louis et vingt-deux gratifications. Le régiment arriva le soir même aux portes de Gand, qui capitula peu de jours après. Il se rendit de là au siège d'Ostende qui capitula le 23 août, et le régiment de Crillon prit le même jour possession de la porte de Gand. Il passa ensuite au siège de Nieuport, puis il alla à Calais où se préparait une expédition contre l'Angleterre qui n'eut pas lieu.
Il en sortit au mois de janvier 1746 pour se rendre à Bruges, et vint prendre poste à Gand pendant le siège de Bruxelles. Après la prise de cette ville il rentra dans ses quartiers.
À l'ouverture de la campagne, en juin 1747, il se rendit au siège de Mons, et coopéra à la prise du fort de la Haisne qui en défend les approches. Il eut au siège de Mons plus de 200 hommes tués ou blessés. On trouve ensuite le régiment dans le corps de réserve du comte de Clermont au camp d'Aarschot. Un détachement de 50 hommes, après un combat glorieux, fut enlevé près de Ramillies par 1 500 hussards. Au mois de septembre, le régiment fit le siège de Namur, pendant lequel le lieutenant Petity, ayant été chargé avec quinze hommes de nettoyer le faubourg de la Plante, en revint avec 37 prisonniers. Le régiment de Crillon eut 200 hommes mis hors de combat dans ce siège. Le marquis de
Crillon, qui porta au roi la nouvelle de la prise de Namur, fut fait maréchal de camp.

### Régiment de La Tour du Pin (1746-1761)

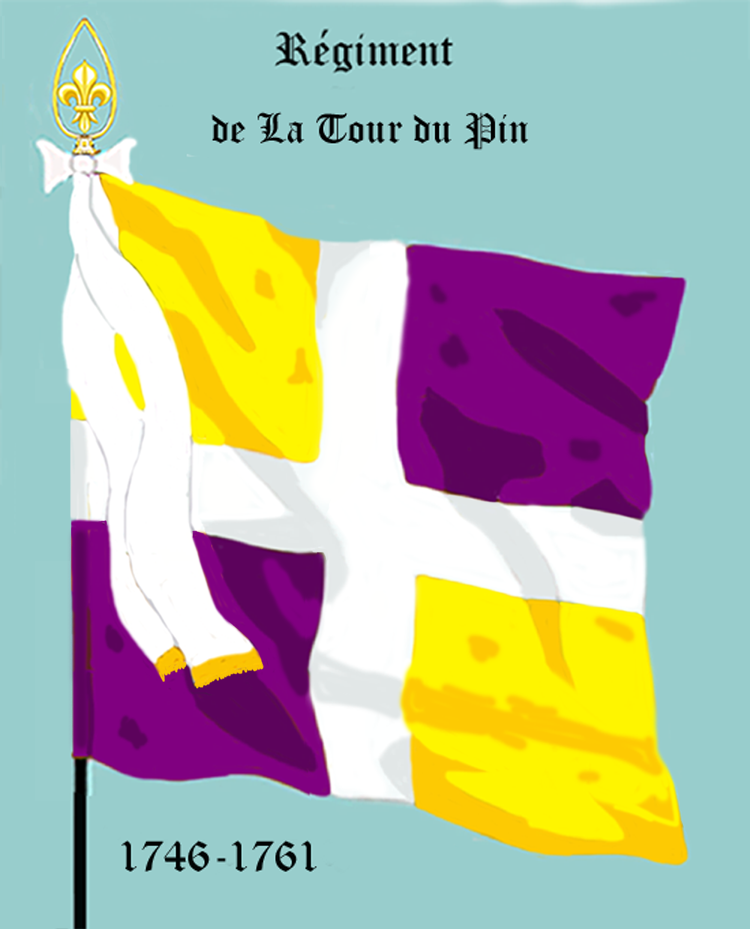
Drapeau d'ordonnance du régiment de La Tour du Pin

#### Guerre de Succession d'Autriche
Le régiment fut alors donné au comte de La Tour du Pin, Philippe Antoine Gabriel Victor Charles, qui entra dans la place, et qui se rendit plus tard à Anvers où il forma son 4e bataillon.
Au mois d'avril 1747, le régiment de La Tour du Pin faisait partie du corps aux ordres du marquis de Contades, chargé de soumettre les forts de la rive gauche du bas Escaut, et toute la Flandre hollandaise. Le régiment de La Tour du Pin se signala surtout au siège d'Hulst. Pour y pénétrer, il fallait enlever les forts de Liefkenshoek et de Zandberg (nl). Le premier fit peu de résistance, mais le deuxième n'était abordable que par une digue étroite. Le 1er bataillon étant de jour, l'ennemi vient à une heure après minuit attaquer la tête de la tranchée. Les grenadiers et les piquets dirigés par le colonel le reçoivent avec la plus grande valeur. Pendant une heure, ils font un feu si bien nourri que l'ennemi ne gagne pas un pouce de terrain, mais bientôt la poudre manque. Un sergent et quelques hommes courent en chercher, on se la passe de main en main sans précautions, le feu prend à une traînée, se communique aux sacs déposés sur les palissades, et le bataillon presque tout entier est brûlé. Les ennemis qui dans leur effroi s'étaient d'abord éloignés, reconnaissent la cause de cette détonation, reviennent à la charge, espérant avoir bon marché du reste des Français ; mais le colonel rassemble les débris de son infortuné bataillon, et par un effort désespéré, les arrête encore et les contraint à renoncer à leur entreprise. Hulst capitula le 11 mai. Le régiment de La Tour du Pin participe encore à la prise d'Axel, et se trouve le 1er juillet à la bataille de Lawfeld. Il était à l'aile droite où eurent lieu les plus grands efforts. Le village de Lawfeld avait été pris et repris plusieurs fois. Le maréchal de Saxe, persuadé que là est la victoire, tente un dernier effort et le fait attaquer de nouveau par les brigades de La Tour du Pin, du Roi et d'Orléans. Le régiment s'élance à la baïonnette avec une intrépidité sans égale, culbute la colonne ennemie dans un ravin, et lui passe sur le corps. Le roi, témoin de tant de valeur, lui accorda cinq brevets de lieutenant-colonel, treize croix de Saint-Louis et vingt-sept gratifications. À la fin de la campagne, le régiment prit ses quartiers d'hiver à Bruxelles.
En 1748, il fit le siège de Maastricht. Il était de la grande attaque. Le 29 avril, à neuf heures du soir, on donna l'assaut aux flèches du front d'attaque. Deux compagnies de grenadiers de La Tour du Pin et trois de La Couronne, soutenues par celles des régiments de Rohan et d'Alsace, s'élancèrent au cri de vive le roi sur la flèche de gauche, et se logèrent sur l'angle saillant de la branche gauche du chemin couvert de
l'ouvrage à cornes. À sa rentrée en France, le régiment de La Tour du Pin fut envoyé à Lille.

#### Période de paix
Il fut en septembre 1751 à Dunkerque, à Valenciennes en septembre 1752, et au camp de Sarrelouis en juillet 1754. Il passa ensuite par les garnisons de Sarrelouis et de Maubeuge, où il arriva en octobre 1755, et il faisait partie en juillet 1756 du camp formé près du Havre. À la levée de ce camp, au mois de septembre 1756, le régiment partit pour Le Mans et il occupa plus tard les garnisons de Saumur, La Flèche et Baugé.
Il quitta ces villes, en mai 1757, pour se rendre en Allemagne.

#### Guerre de Sept Ans
Engagé dans la guerre de Sept Ans, il passa le Rhin le 1er août 1757 à Mayence, joignit l'armée le 25, et fit l'expédition de Hanovre sous le maréchal de Richelieu. Il poursuivit le duc de Cumberland jusqu'à Stade, campa sous Halberstadt du 28 septembre aux premiers jours de novembre, et après la malheureuse bataille de Rosbach, il se porta sur Lunebourg, et se retira derrière l'Aller. Il eut ses quartiers d'hiver à Hanovre.
À la fin de février 1758, l'armée rétrograde vers le Rhin et prend ses cantonnements de Cologne à Clèves.
Le régiment occupe les postes du Bas-Rhin depuis Xanten et Schenck jusqu'au territoire hollandais, ayant son principal quartier à Goch. Il assiste plus tard à la bataille de Krefeld. Exposé pendant cinq heures à une vive canonnade, rien ne put l'ébranler. Le soldat, foudroyé par trois batteries dont une le prenait d'écharpe, ne se plaignait que de son inaction et de la nécessité de battre en retraite. Le régiment perdit dans cette journée, où il ne tira pas un coup de fusil, plus de 500 hommes. La campagne se termina en marches et contre-marches autour de Cologne, et le régiment de La Tour du Pin prit enfin ses cantonnements à Xanten, à deux lieues de Wesel.
Il fit la campagne de 1759 en Hesse. Il faisait, cette année, partie du corps de réserve commandé par le marquis d'Armentières, et contribua le 9 juillet à l'investissement de Münster. Dans la nuit du 11 au 12, il fit une attaque sur la porte Saint-Maurice, qu'il battit avec ses quatre pièces de campagne. Il eut affaire à toute la garnison qui fit un feu terrible, et ne se retira qu'au jour. Le 19 juillet, on ouvrit la tranchée devant la ville, et le 21, devant la citadelle qui se rendit le 25. Le lieutenant général de Zastrow (de) et 3 000 soldats prussiens furent faits prisonniers de guerre. Après quelques expéditions de peu d'importance, le régiment occupa successivement les cantonnements de Giessen et de Klein-Lines.
Le 21 janvier 1760, le régiment prit ses quartiers d'hiver à Cologne.
Il commença la campagne de 1760, avec le comte de Saint-Germain, dans la réserve assemblée sous Dusseldorf. Saint-Germain, appelé par le maréchal de Broglie, arriva le 10 juillet sur le champ de bataille de Korbach, avec les brigades de La Tour du Pin et de La Couronne, suivies bientôt de celles de Royal-Suédois et de Castellas. Placées au fur et à mesure de leur arrivée pour soutenir les Volontaires de Flandre qui occupaient un bois en face de l'ennemi, ces brigades eurent à supporter un feu terrible. Bientôt l'ordre d'attaquer leur est donné, les ennemis culbutés se rallient en vain derrière leur cavalerie, ils sont obligés de se retirer après quatre heures de combat. À la bataille de Warburg, le 31 juillet, deux colonnes ennemies débouchent sur la gauche de l'armée française à la faveur du brouillard. La brigade de La Tour du Pin, qui était à la droite, vole au secours de la gauche, mais le chevalier du Muy s'aperçoit que les Allemands font filer des troupes vers nos ponts de la Dymel, et il y envoie La Tour du Pin avec Touraine. Le 2e bataillon du régiment, un instant coupé, est chargé par la cavalerie : une décharge faite à propos éloigne celle-ci; le bataillon passe alors la rivière ayant de l'eau jusqu'à la ceinture, se rallie de l'autre côté sous le feu de l'ennemi, et fait l'arrière-garde de la réserve, qui exécute sa retraite en bon ordre devant des forces supérieures. Plus tard, le prince héréditaire menaçant Wesel, le régiment y est envoyé et se trouve ainsi à la bataille de Clostercamp. Dès le début de l'action, le colonel Philippe Antoine Gabriel Victor Charles, marquis de La Tour du Pin de La Charce reçut un coup de feu à la cuisse : cette blessure fut cause que le corps ne prit d'abord aucune part au combat; mais ayant enfin reçu des ordres, il chargea les Hanovriens et les fit plier.

### Régiment de Boisgélin (1761-1762)

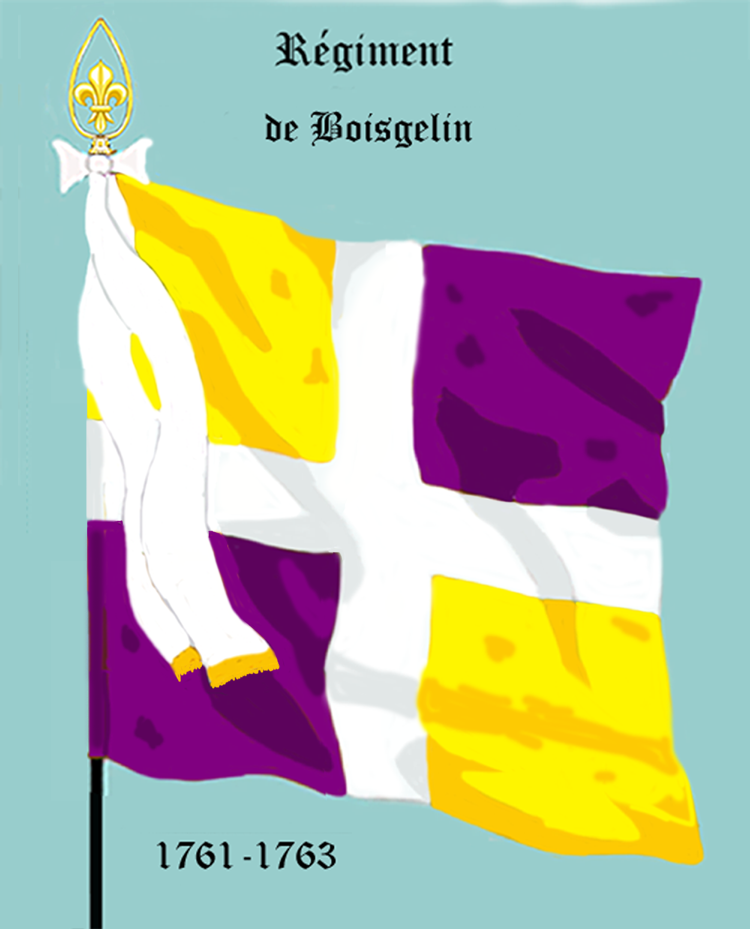
Drapeau d'ordonnance du régiment de Boisgélin

#### Guerre de Sept Ans
En 1761, le régiment, devenu « régiment de Boisgélin », sortit le 1er mai de Cologne, où il avait encore passé l'hiver, et fit partie de la réserve aux ordres du prince de Condé. Il se trouva cette année aux batailles de Villinghausen (15 et 16 juillet) et de Roxel, (30 août). Le régiment de Boisgélin eut cette année ses quartiers d'hiver à Dusseldorf.
Il servit, en 1762, à la même armée. Le 25 août, à la bataille de Johannisberg, le régiment s'empara de trois pièces de canon. Le 30 août, au combat de Friedberg, le général Luckner avait tourné la montagne du Johannisberg avec quarante escadrons, pendant que le prince héréditaire attaquait de front avec dix-neuf bataillons. Les troupes françaises allaient céder, quand le régiment de Boisgelin arrive au pas de course qu'il soutient depuis une heure, se jette dans un bois sur la gauche, y rencontre 6 000 Anglais et Hanovriens, en essuie deux décharges sans brûler une amorce, tombe sur eux à la baïonnette, les enfonce et les met en déroute. Dans cette affaire, l'armée ennemie vit son général dangereusement blessé et perdit 600 hommes tués, 1 500 prisonniers, 1 200 chevaux, 15 canons et 2 étendards, et qui fut le dernier fait de guerre auquel le régiment ait pris part sous la monarchie, couronna glorieusement sa belle carrière. Le roi lui fit faire des compliments par le maréchal d'Estrées, et lui accorda 14 croix de Saint-Louis et 15 000 livres de gratifications.

#### Période de paix
Lors de la réorganisation des corps d'infanterie français de 1762, le régiment de Boisgélin conserve ses quatre bataillons et prend le nom de régiment de Béarn, cessant d'être régiment de gentilshommes et prenant le titre de la province de Béarn, porté avant lui par deux autres régiments.
L'ordonnance arrête également l'habillement et l'équipement du régiment comme suit : habit, veste, parements et revers de drap gris-blanc piqué de bleu, culotte de tricot blanc; collets rouge écarlate, poches en travers garnies de trois boutons, autant sur la manche, cinq au revers et quatre en dessous : boutons jaunes, forme plate, avec le no 7. Chapeau bordé d'or.

### Régiment de Béarn (1762-1791)

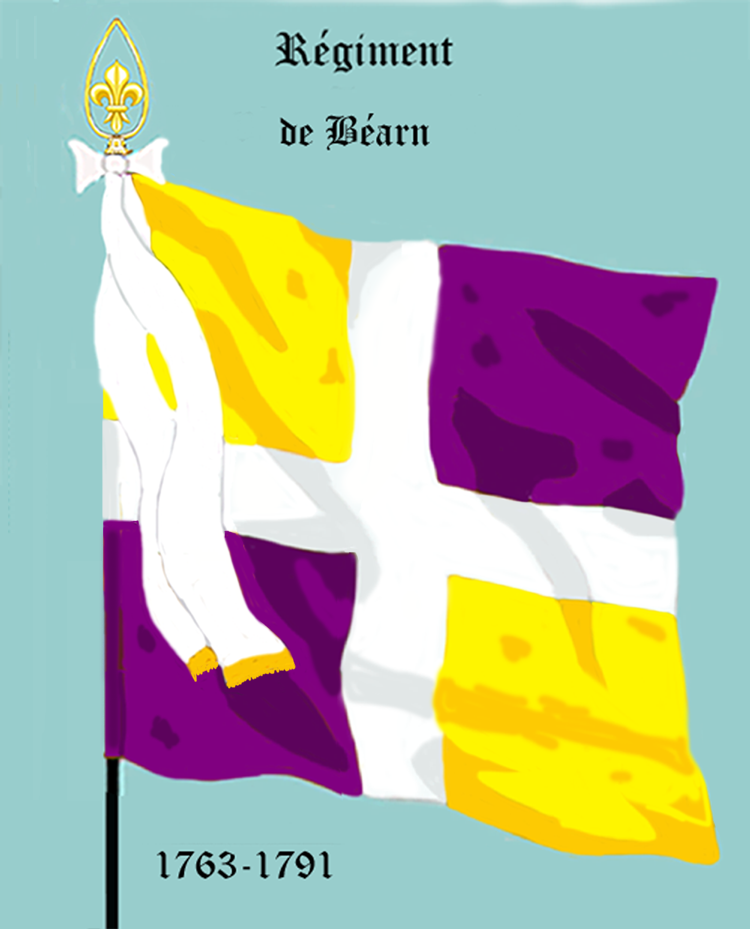
Drapeau d'ordonnance du régiment de Béarn
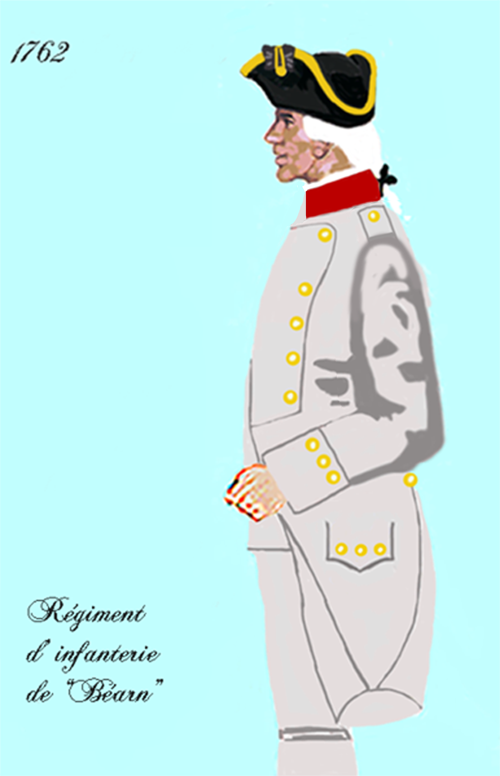
Uniforme de 1762 à 1776
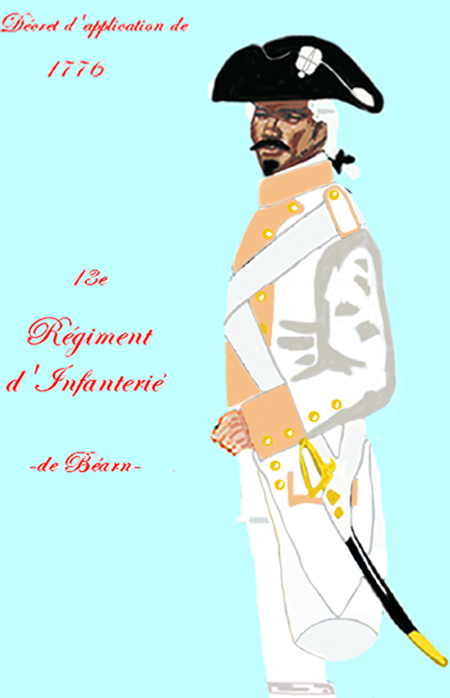
Uniforme de 1776 à 1779
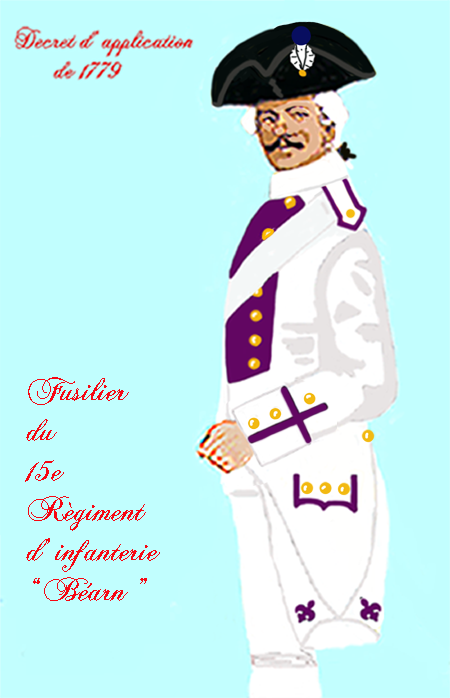
Uniforme de 1779 à 1791

#### Période de paix
La paix ayant été signée, le régiment de Béarn rentra en France par la Flandre, et se rendit à Calais en mars 1763.
Au mois de novembre 1764, le régiment de Béarn se rendit à Dunkerque. Il passa, en août 1765, à Thionville. Il alla à Brest en octobre 1767, à Metz en novembre 1769, à Thionville en octobre 1771, à Valenciennes en septembre 1772, et à Metz en novembre 1774.
Lors de la réorganisation des corps d'infanterie français du 26 avril 1775 Béarn conserve ses 4 bataillons. Cette même année, le 4e bataillon fut dirigé sur Brest, et il s'embarqua le 20 novembre pour se rendre à Saint-Domingue, où il arriva le 18 janvier 1776.
Dans la réorganisation de 1776, les 1er et 3e bataillon formèrent le régiment de Béarn ; les 2e et 4e composèrent le régiment d'Agénois.

L'ancien Béarn avait des drapeaux d'ordonnance violet et jaune en quatre carrés. 
Le nouveau Béarn les conserva. Le vieil uniforme, consistant en habit, parements, revers, veste et culotte blanc piqué de bleu, collet rouge, poches en travers, trois boutons jaunes
sur les poches, autant sur les parements, cinq aux revers et quatre au-dessous, fut remplacé par un habit à collet, revers et parements roses avec les boutons jaunes.

Le régiment d'Agénois différa du régiment de Béarn par les boutons blancs et le collet vert. 

Quant à ses drapeaux, ils conservèrent les deux carrés violets ; les deux autres furent coupés en deux triangles, l'un vert et l'autre jaune, les deux triangles jaunes à l'intérieur.
L'ordonnance de 1777 ayant mis fin au roulement qui existait depuis 1666 entre les régiments de Bourbonnais, de Béarn et d'Auvergne, le régiment de Béarn devint définitivement le 15e d'infanterie. Il quitta Metz au mois d'octobre 1777 pour occuper la garnison de Verdun et au mois d'octobre de l'année suivante il se rendit à Valence et Mont-Dauphin.
En juillet 1779, il était appelé sur les côtes de Picardie et occupait Montreuil et Boulogne.
Il se rendit de là à Brest en novembre 1781, et en juin 1784, après l'entier règlement de nos différends avec l'Angleterre, il revint à Metz.
La crainte d'une nouvelle guerre maritime le fit envoyer à Dieppe en octobre 1787.
En septembre 1789 le régiment est en garnison au Havre.

### 15erégiment d'infanterie de ligne ci-devant Béarn (1791-1794)
L'ordonnance du 1er janvier 1791 fait disparaître les diverses dénominations, et les corps d'infanterie ne sont désormais plus désignés que par le numéro du rang qu'ils occupaient entre eux. Ainsi, 101 régiments sont renommés. Les régiments sont toutefois largement désignés avec le terme ci-devant, comme 15e régiment d'infanterie ci-devant Béarn.

#### Révolution haïtienne
À la fin de 1791, le 2e bataillon s'embarqua au Havre pour passer à Saint-Domingue, pour participer aux batailles et combats de la Révolution haïtienne ou il est décimé par les combats et la maladie.
En 1794, trois cents hommes du régiment, appelés « la garde béarnaise » servent sous les ordres de Toussaint Louverture après que celui-ci se soit emparé de la localité de Marmelade.

#### Guerres de la Révolution française
En janvier 1792, le reste du régiment se rendit à Arras, et au commencement des hostilités il fut jeté dans Lille ; il s'illustra dans la magnifique défense de cette place. Le 8 octobre, le bataillon de Béarn fut chargé d'aller s'assurer de la retraite des Autrichiens et de combler leurs travaux.
Le bataillon termina cette campagne par la conquête de la Belgique et la prise d'Anvers, le 30 novembre, où il fut mis en garnison.
Rentré en France, après la bataille de Neerwinden, il fit en 1793 partie de l'armée du Nord.
Le 14 janvier 1794, lors de la réorganisation des corps d'infanterie français le 1er bataillon du 15e régiment d'infanterie (ci-devant Béarn) est amalgamé avec le 4e bataillon de volontaires de la Sarthe et le 14e bataillon des Fédérés Nationaux pour former la 29e demi-brigade de première formation.

Le 2e bataillon qui devait former le noyau de la 30e demi-brigade de première formation étant aux colonies, elle n'a existé que sur le papier. Le dépôt du 2e bataillon de Béarn, resté dans les garnisons de la Bretagne, est entré directement, lors de la réorganisation de 1796 dans la formation de la 40e demi-brigade de deuxième formation.
Ainsi disparaît pour toujours le 15e régiment d'infanterie ci-devant Béarn, partageant le sort de tous ces vieux régiments qui depuis deux siècles avaient défendu si intrépidement la patrie contre toutes les coalitions.

## Personnalités ayant servi dans le régiment
- Abraham de Fabert d'Esternay, promu au grade de sergent-major au « régiment de Rambures »
- Joseph Guillaume Martin alors soldat.

### Charles II de Rambures
Fils de Charles de Rambures, Charles II de Rambures sert plusieurs années dans le régiment de son père, le régiment de Rambures ou il commande une compagnie en 1648 et se trouve à la bataille de Rethel en 1650, à la bataille du faubourg Saint-Antoine en 1652, aux sièges et prises de Rethel et de Mouzon en 1653, au secours d'Arras et au siège du Quesnoy en 1654 et aux sièges de Landrecies, de Condé et de Saint-Ghislain en 1655.

À la mort de son frère René de Rambures, il devient colonel du « régiment de Rambures » par commission du 10 avril 1656, ainsi que gouverneur de Bouchain également par provision du même jour.

Il commande son régiment au siège de Valenciennes et à la prise de La Capelle, la même année, à la prise de Saint-Venant, au secours d'Ardres, aux prises de Wate, de Bourbourg, de Mardick en 1657, au siège de Dunkerque, à la bataille des Dunes, aux sièges de Menin et d'Ypres en 1658 et au siège de Marsal en 1663.

Il est fait brigadier par brevet du 27 mars 1668 et meurt de maladie à Calais le 11 mai 1671 où il est en garnison avec son régiment.